# Tacheta Zougagha
Tacheta Zougagha là một đô thị thuộc tỉnh Aïn Defla, Algérie. Dân số thời điểm năm 2002 là 19.711 người.